# 110. Infanterie-Division (Wehrmacht)
La 110. Infanterie-Division fu una divisione dell'esercito tedesco attiva durante la seconda guerra mondiale, che venne creata nel 1940 e fu impiegata sul fronte orientale, dove fu sciolta nel 1944.

## Storia
La divisione fu costituita il 10 dicembre 1940, nell'area di Lüneburg, da un terzo della 12. Infanterie-Division e della 30. Infanterie-Division. Dal giugno 1941 prese parte all'operazione Barbarossa, avanzando su Vilnius, Postavy, Polotsk fino alla zona di Velikiye Luki. Dal settembre 1941 partecipò all'avanzata su Mosca, attraversando l'alta Dvina, Rzev e Kalinin, dove fu colpita dall'offensiva invernale sovietica e dal dicembre 1941 dovette ritirarsi a Rzev, dove si svolsero pesanti battaglie difensive. Dal febbraio 1942 al marzo 1943 si trovava nell'area di Olenin, ma iniziò a ritirarsi nell'area di Dukhovshchina. Dall'aprile 1943 fu schierata a nord di Bryansk nella zona Djatkovo, fino a quando dovette ritirarsi nel Dnepr a settembre. Dal settembre 1943 all'aprile 1944 fu impiegata nella zona di Rogachev in una guerra di trincea, per poi ritirarsi attraverso Bobruisk e Mogilev. Dall'aprile al giugno 1944 la divisione combatté sul Pronja, nella zona a est di Orsa e dovette poi spostarsi verso ovest attraverso il Dnepr e la Beresina. La divisione fu sciolta dall'Heeresgruppe Mitte nella sacca di Minsk, il 3 agosto 1944.

## Ordine di battaglia

### 110. Infanterie-Division 1940
- Infanterie-Regiment 252
- Infanterie-Regiment 254
- Infanterie-Regiment 255
- Artillerie-Regiment 120
- Pionier-Bataillon 110
- Panzerjäger-Abteilung 110
- Aufklärungs-Abteilung 110
- Divisions-Nachrichten-Abteilung 110
- Divisions-Nachschubführer 110[1]

### 110. Infanterie-Division 1943
- Divisionsgruppe 321
- Grenadier-Regiment 254
- Grenadier-Regiment 255
- Divisions-Füsilier-Bataillon 110
- Feldersatz-Bataillon 120
- Artillerie-Regiment 120
- Pionier-Bataillon 110
- Panzerjäger-Abteilung 110
- Divisions-Nachrichten-Abteilung 110
- Divisions-Nachschubführer 110[1]

## Decorazioni
Alcuni soldati della 110. Infanterie-division furono premiati per le loro azioni in guerra:
- Croce Tedesca
  - in oro: 18
- Croce di Cavaliere della croce di ferro: 12[3]
  - Croce di Cavaliere con foglie di quercia: 1
- Distintivo per combattimenti ravvicinati:
  - in bronzo: 2

## Comandanti
- Generalleutnant Ernst Seifert (10 dicembre 1940 - 1° febbraio 1942)
- Generalleutnant Martin Gilbert (1° febbraio 1942 - 1° giugno 1943)
- Generalleutnant Eberhard von Kurowski (1° giugno 1943 - 25 settembre 1943)
- Generalleutnant Albrecht Wüstenhagen (25 settembre 1943 - 1° dicembre 1943)
- Generalleutnant Eberhard von Kurowski (1° dicembre 1943 - 11 maggio 1944)
- Generalmajor Gustav Gihr (11 maggio 1944 - 15 maggio 1944)
- Generalleutnant Eberhard von Kurowski (15 maggio 1944 - 3 agosto 1944)[1]